# 小行星7310
小行星7310（英語：7310）是一颗围绕太阳公转的小行星。1995年7月19日，北京天文台施密特CCD小行星计划在兴隆县发现了此天体。
这颗小行星的绝对星等为287.52104等。